# Бабель (інтернет-видання)
Бабель (раніше «theБабель») — українське інтернет-ЗМІ, засноване 17 вересня 2018 року. Позиціонується як суспільно-політичне видання, що пише про політику, бізнес, освіту, культуру, технології й новини в Україні та світі. Станом на листопад 2023 року «Бабель» працює за підтримки міжнародних донорів, основне фінансування надає USAID. Також видання отримує ґрантову допомогу від GMF, Міжнародного фонду «Відродження» та представництва ЄС в Україні. Видання приймає пожертви від читачів у гривнях, криптовалюті, а також на PayPal.

## Історія
Видання «theБабель» створили 17 вересня 2018 року. Головним редактором став Гліб Гусєв, шеф-редакторкою — Катерина Коберник, на той момент заступниця директора департаменту новин медіахолдингу «1+1 медіа». Сайт мав чотирьох акціонерів, які володіли частками по 25 %: виконавчий директор «1+1 медіа» Ярослав Пахольчук, який представляв інтереси Ігоря Коломойського, генеральний директор «1+1 медіа» Олександр Ткаченко, Катерина Коберник і Гліб Гусєв.
У серпні 2019 року, після обрання народним депутатом, Олександр Ткаченко вийшов з-поміж співвласників ТОВ «Бабель», а його частка перейшла Ярославу Пахольчуку, який став власником 50 % компанії.
27 грудня 2019 року Катерина Коберник і Гліб Гусєв залишають «theБабель», бо інвестори припинили фінансування. 1 січня 2020 року сайт «theБабель» перестав оновлюватися.

### Перезапуск[4]
3 березня 2020 року «theБабель» перезапустили: змінена назва на «Бабель», прийшли нові інвестори і новий головний редактор.
Акціонерами видання стали Дмитро Мельник та Сергій Мостенец, які купили частку Ярослава Пахольчука (50 %), що представляв інтереси Ігоря Коломойського. У Єдиному державному реєстрі власниками ТОВ «Бабель» значаться: Гліб Гусєв (25 %), Катерина Коберник (25 %) і ТОВ «Айджи» (Словаччина) (50 %). Головним редактором оновленого «Бабеля» став Євген Спірін. Гліб Гусєв, який раніше обіймав цю посаду, повертається у проєкт допомагати.
14 квітня 2021 року видання почало збирати пожертви від читачів. 2021 року проєкт було відзначено ІМІ як ресурс із найвищим рівнем дотримання журналістських стандартів.

### Війна Росії проти України
З початком повномасштабної війни Росії проти України, команда «Бабеля» роз'їхалася по різних містах. Частина лишилася в Києві.
24 лютого 2022 року «Бабель» закрив російськомовну версію сайту, натомість запустивши англомовну.

## Оцінки
У березні 2022 року Інститут масової інформації рекомендував інтернет-ЗМІ «Бабель», як медіа, якому можна довіряти.